# Lispocephala crassifemur
Lispocephala crassifemur är en tvåvingeart som beskrevs av Malloch 1928. Lispocephala crassifemur ingår i släktet Lispocephala och familjen husflugor. Inga underarter finns listade i Catalogue of Life.